# Cirque romain de Vienne
Le cirque romain de Vienne est un ancien monument romain de la ville de Vienne (Isère), construit à la fin du IIe siècle. Il est connu par des fouilles du XIXe siècle. Seul reste visible aujourd'hui un vestige unique en son genre, couramment appelé pyramide de Vienne, et localement simplement « la Pyramide » ou « la Tombe de Pilate ». C'est le seul monument antique égyptisant resté debout en France.
La pyramide de Vienne fait l’objet d’un classement au titre des monuments historiques depuis le 22 mars 1852.

## Cirque romain
Les cirques servaient pour les courses de chars : ceux-ci évoluaient autour d'une longue arête centrale (la spina), et, lancés au galop, les chevaux, par paires ou groupes de quatre, couraient pendant que les signaux indiquaient le nombre de tours. D'une longueur estimée à 450 mètres pour une largeur de 118 mètres.
La Pyramide du cirque marque encore de nos jours le centre de la barrière du milieu de la piste de l'hippodrome. Un premier cirque est construit aux marges de la ville à la fin du Ier siècle, sur des terrains exhaussés sur des cultures et des maisons en matériaux légers.
Cette première construction profondément fondée sur des maçonneries peut avoir eu des superstructures en bois.
Au cours du deuxième quart du IIe siècle, un bâtiment plus vaste, en dur, est reconstruit en s'agrandissant au nord.
La barrière (la plus basse, 0,60 m, de toutes celles reconnues dans l'Empire), est probablement ornée de bassins et de fontaines.
Des modifications sont peut-être apportées au IVe siècle lorsque la ville change de statut : alors que les Docks et les quartiers d'habitations environnants sont abandonnés, le cirque continue peut-être à être utilisé. À cette époque ce bâtiment peut être "nécessaire" dans cette ville qui sert occasionnellement de résidence aux empereurs. La découverte de plusieurs monnaies du IVe siècle pourrait témoigner de cette utilisation tardive.
Le cirque de Vienne est situé au sud de la ville, non loin du Rhône, sur un terrain plat orienté nord-sud, aujourd'hui occupé par des maisons, des jardins et des immeubles peu élevés.
Les fouilles entreprises à partir de 1853 ont révélé un édifice de 460 mètres de long, construit à la fin du IIe siècle, succédant à un cirque plus petit, construit en bois et datant de la fin du Ier siècle.

## Pyramide
Cette « pyramide » est en réalité un ouvrage maçonné en pierre restauré et rappelant la forme d'un obélisque, édifié au-dessus d'un tétrapyle tenant lieu de piédestal. Il se peut qu'il remplace un véritable obélisque, aujourd'hui perdu.

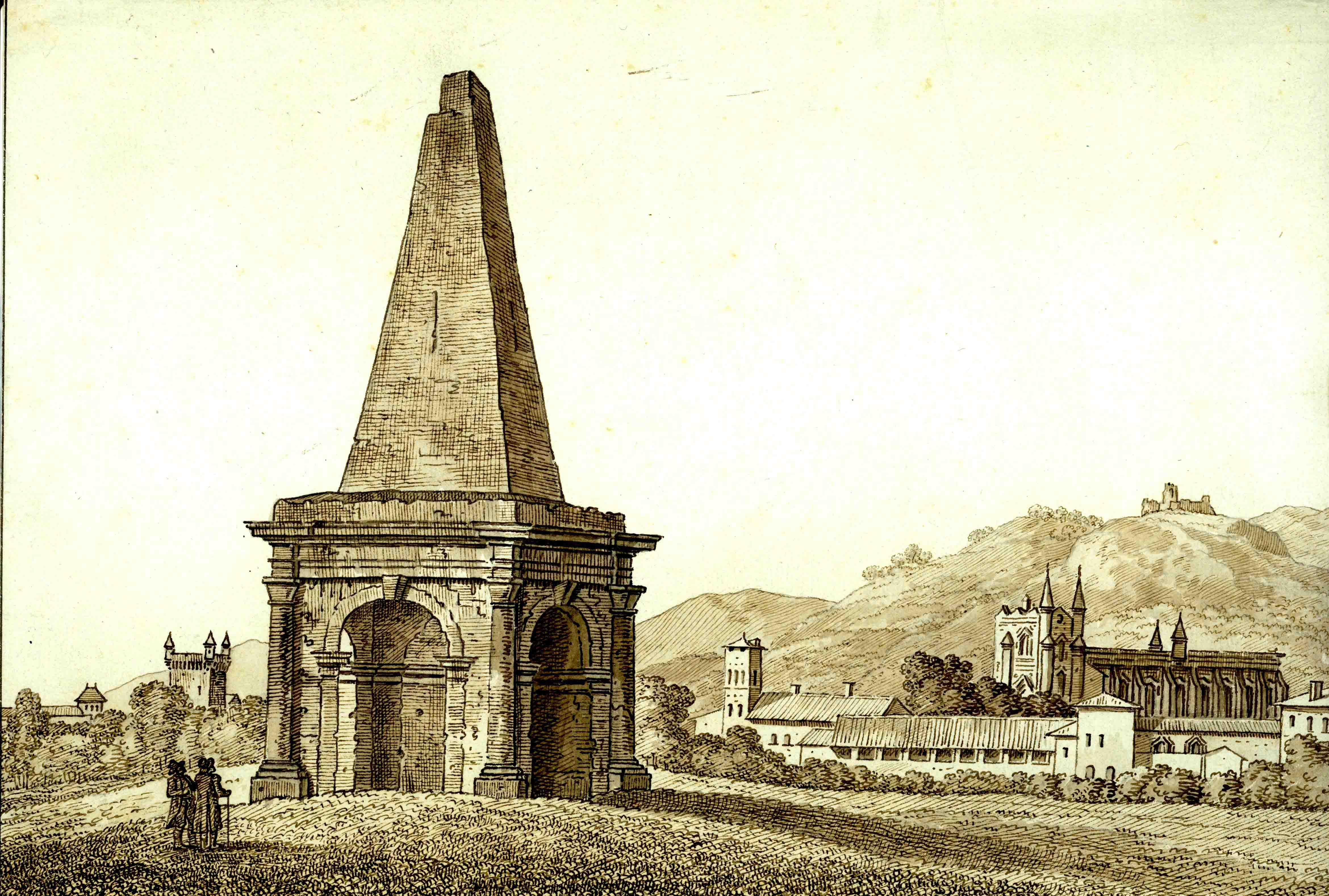
La « Pyramide » de Vienne au tout début du XIXe siècle.

Ce curieux monument est conservé in situ, au milieu de la spina, mur central du cirque. Sa hauteur est de 20 mètres environ. La base a 7,45 m de haut et 6,20 m de côté, l'obélisque 15,50 m de haut, ce qui, avec le soubassement, donne 23 m.
Cette pyramide de Saint Symphorien a donné naissance à plusieurs légendes durant tout le Moyen Âge : l'imagination populaire l'a fait passer tour à tour pour être le cénotaphe ou le monument commémoratif du légendaire fondateur de la ville, Venerius le consulaire, puis des empereurs Auguste, Claude ou Alexandre Sévère, enfin pour être le mausolée de Ponce Pilate. Cette dernière légende, relayée par le journal Le voyage de Berlin à Nice écrit en 1775 par Johann Georg Sulzer, veut que Pilate se soit suicidé dans le Rhône à Vienne, d'où la tradition viennoise très tenace de la « Tombe de Pilate ».
Longtemps surnommé l'aiguille par les Viennois, le monument orne aujourd'hui une petite place, ancienne place de la Pyramide, devenue place Fernand-Point.

## Restaurant
Le restaurant « La Pyramide », auquel reste attaché le nom du chef Fernand Point, est situé à proximité : il est certainement aussi célèbre que le monument romain éponyme.

## Chronologie
- fin du Ier siècle : construction du premier cirque de Vienne
- fin du IIe siècle : construction du second cirque et de la « pyramide »
- 1853 : début des fouilles archéologiques